# Anion słabo koordynujący
Anion słabo koordynujący (ang. Non-coordinating anion|Weakly-Coordinating Anion, WCA) – anion, którego oddziaływanie z kationem jest bardzo niewielkie. Dawniej w stosunku do anionów takich jak BF4−, PF6−, ClO4− stosowano pojęcie anionu nie koordynującego, które miało podkreślać fakt, że w środowisku słabo solwatującym, w obecności bardzo słabo zasadowych ligandów aniony te nie wykazywały obserwowalnych oddziaływań z metalicznymi centrami koordynacyjnymi. Wraz z rozwojem technik dyfrakcyjnych okazało się jednak, że prawdziwy brak koordynacji jest trudny do osiągnięcia, dlatego dziś częściej spotykanym pojęciem jest anion słabo koordynujący.

## Budowa
Aniony słabo koordynujące charakteryzują się rozbudowaną strukturą, często o dużej zawadzie sterycznej, z ładunkiem rozmytym na wiele elektroujemnych atomów. Cechuje je całkowity brak bądź znacznie utrudniony dostęp do zasadowych centrów koordynacyjnych, przez co wiązanie kationu jest znacznie osłabione. Preferowany jest ładunek -1, chociaż w wyjątkowych przypadkach zdarzają się także aniony o ładunku -2. Ze względu na spory rozmiar i związane z tym ryzyko rozpadu, dużą rolę pełni stabilność termodynamiczna anionu, oraz bierność chemiczna, w tym odporność na działanie silnych utleniaczy, takich jak silnie elektrofilowe kationy. Spośród wymienionych cech czynnikiem określającym zdolność koordynacyjną danego anionu pozostanie dostępność centrów koordynacyjnych – każdy anion WCA będzie koordynować (jakkolwiek słabo) za pomocą swojego centrum zasadowego, co w najbardziej drastycznych przypadkach będzie mogło skutkować jego rozpadem.
Z budowy anionów WCA wynika wiele ważnych własności ich soli, spośród których najważniejsze to:
- Niska energia sieci. Sole anionów WCA słabo oddziałują z kationami, przez co energia sieci krystalicznej tych związków jest stosunkowo niska w porównaniu z solami silniej oddziałujących anionów. Można to prześledzić na podstawie soli cezu – dla CsF energia sieci wynosi 740 kJ/mol, a dla Cs[AsF6] – 568 kJ/mol. Natomiast gdy zamiast F – podstawimy słabo koordynujący [Al(OC(CF3)3)4] – energia sieci takiej soli wyniesie 362 kJ/mol.[7]

- Rozpuszczalność w rozpuszczalnikach słabo solwatujących. Niska energia sieci umożliwia rozpuszczalność soli anionów WCA w rozpuszczalnikach takich jak dichlorometan czy toluen, charakteryzujących się niską nukleofilowością i zasadowością. Jest to szczególnie ważne przy planowaniu syntezy, ponieważ zmniejsza ryzyko otrzymania solwatowanego produktu i zwiększa szanse na otrzymanie go w niezanieczyszczonej formie. Pozwala to także na otrzymanie kationów otoczonych wyłącznie słabo solwatującymi cząsteczkami, które w takich warunkach mogą wykazywać silną kwasowość Lewisa, co może stanowić punkt wyjścia dla procesów katalitycznych[8][9].

Rodzaje anionów słabo koordynujących
Istnieje wiele klas anionów WCA, spośród których wymienia się m.in. aniony alkilo- i aryloboranowe, powstałe na skutek wymiany atomów fluoru w anionie tetrafluoroboranowym ([BF4] −) na większe podstawniki. Podstawniki są najczęściej fluorowane, co zapobiega hydrolizie bądź rozpadowi anionu. Przykładowo, aniony takie jak [B(RF)4]−, gdzie RF = -C6H3-3,5(CF3)2 (zwany także anionem Kobayashi) bądź (C6F5) są dziś dostępne komercyjnie i znajdują zastosowanie głównie w katalizie homogenicznej.
Kolejnym przykładem mogą być aniony karboranowe, takie jak [CB11H12]− bądź [CB9H10]−. Jednakże aniony te mogą stosunkowo łatwo ulegać utlenianiu, dlatego aby wzmocnić ich trwałość i jeszcze bardziej zredukować ich zdolności koordynacyjne, poddaje się je częściowej halogenacji, otrzymując struktury o wzorze ogólnym [CB11H6X6]−, dla (X=Cl, Br). Tu trzeba jednak zaznaczyć, że aniony te nie są powszechnie stosowane, ze względu na drogą i wieloetapową metodę ich syntezy.
Ciekawą grupę anionów WCA stanowią aniony tetraalkoksyglinianowe o wzorze ogólnym [Al(OR)4] –. Są jednymi z częściej stosowanych anionów WCA, ze względu na łatwość ich przygotowania z glinowodorku litu i odpowiedniego alkoholu (najczęściej perfluorowanego i o dużej zawadzie sterycznej, np. 1,1,1,3,3,3 – heksafluoroizopropanol bądź perfluoro-tert-butanol). Dzięki ich perfluorowanej powierzchni nie mają one centrów zasadowych, a ładunek ujemny jest wyciągany indukcyjnie przez silnie elektroujemne atomy fluoru. Dzięki tym własnościom aniony te są w stanie stabilizować silnie elektrofilowe kationy, takie jak np. [CX3]+ (dla X = Cl, Br, I) bądź [Si(C6Me5)3] +.

## Zastosowanie
Tak jak już zostało wcześniej wspomniane, własności anionów WCA w połączeniu z rozpuszczalnikami słabo solwatującymi pozwalają na stabilizację silnie elektrofilowych kationów, takich jak Ta(CO)7+ czy [C(C6F5)3]+. Dlatego też aniony WCA pełnią ważną rolę przy otrzymywaniu nowych, nieznanych wcześniej kationów.
Co ważne, w tak słabo solwatującym środowisku kationy te mogą wykazywać niespotykane w innych warunkach właściwości katalityczne w reakcjach polimeryzacji, hydrogenacji bądź hydrosililacji. Dla tej ostatniej zostało to zaobserwowane dla Zn2+, stabilizowanego przez aniony karboranowe [HexCB11Cl11]−, oraz dla [Ga(PhF)2]+.
Aniony WCA znajdują także zastosowanie w elektrochemii. Stanowią ważną klasę związków w chemii koordynacyjnej, pozwalając na otrzymanie wielu kompleksów.